# The Pop Culture Suicides
The Pop Culture Suicides — американський рок-гурт Зім Зама, колишнього учасника гурту Marilyn Manson.

## Біографія
У 2005 р. Зім Зам сформував гурт The Pop Culture Suicides, свій другий музичний проєкт (перший — Pleistoscene). Колектив виступав у штатах Іллінойс, Огайо, Вісконсин, Айова та Мічиган.
У 2006 р. на сайті YouTube з'явився короткий промо-ролик під назвою «To Have Lived and Died in the 21st Century». Свого часу лідер гурту обіцяв видати 2 міні-альбоми («Anti Social Pep Rally» й «Crash Cart Revival») з 4 запланованих. Проте цього так і не сталося. На MySpace-сторінці було викладено для прослуховування треки «To Have Lived and Died in the 21st Century», «The Art of the Bruise», «The Disillusioned Revolution», «Whatever the Future Holds», «Nothing», «Back Down to Me», «Apocalyptic Love Song», «Inherently Hopeless», «Nothing compares to the magnitude of a wasted life», «Not Today», «And so it begins…» та «You wouldn't even last a minute…». Ці пісні мали увійти до вищезгаданих релізів.
У 2007 р. протягом тижня, починаючи з 24 березня (понеділок), на MySpace-сторінку було завантажено такі нові пісні: «The Skin I'm In», «Pretty Ugly and the Secret Society», «Personality Crisis», «A Butterfly in a Hurricane» та «For What It's Worth» (кавер-версія однойменного треку гурту Buffalo Springfield). Ці пісні мали увійти до 4 міні-альбомів колективу.

## Склад
У 2011 р. Зім Зам вирішив знову зайнятися проєктом. Музикант сам займається записом у студії і набирає нових учасників лише для концертних виступів. Претенденти повинні надіслати на електронну пошту посилання на відео зі своєю грою.

### Теперішні учасники
- Зім Зам — гітара, бек-вокал

### Колишні учасники
- Фауст Флеґ — барабани, перкусія
- Трей — бас-гітара
- Ейджакс — клавішні, бек-вокал
- Гейз Лі Фін — вокал, гітара
- Берон — барабани
- Корнеліус Бун — бас-гітара
- Азленд — бас-гітара, бек-вокал